# Roseto Valfortore
Roseto Valfortore ist eine italienische Gemeinde (comune) mit 994 Einwohnern (Stand 31. Dezember 2023) in der Provinz Foggia in Apulien. Die Gemeinde liegt etwa 38,5 Kilometer westsüdwestlich von Foggia und grenzt an die Provinz Benevento (Kampanien). Roseto Valfortore ist Mitglied der Vereinigung I borghi più belli d’Italia (Die schönsten Orte Italiens)

## Geschichte
Seit dem ersten vorchristlichen Jahrhundert siedelten Römer in dieser Gegend. Der Ort wird urkundlich erstmals 752 erwähnt. 